# Catalina Ruiz Pérez
Catalina Ruiz Pérez (Valencia, 14 de julio de 1957-Ib., 8 de agosto de 2019) fue una física española. Su investigación se centraba en el estudio de los materiales moleculares, las técnicas de obtención y caracterización, y la relación entre las propiedades de los materiales y su estructura cristalina. También era catedrática de Física Aplicada en la Universidad de La Laguna (ULL), donde dirigía el laboratorio de rayos X y materiales moleculares.

## Biografía
Se licenció en Física en la Universidad de Valencia. Tras realizar su tesina, en 1984 se trasladó al Instituto Max Planck de Bioquímica, situado en Martinsried, Múnich, donde trabajó durante cerca de cuatro años en su tesis en el grupo del Prof. Robert Huber, quien sería Premio Nobel de Química en 1988. En 1987 regresó a España, incorporándose en Tenerife al Instituto Universitario de Bio-Orgánica Antonio González (IUBO-AG Archivado el 12 de julio de 2020 en Wayback Machine.), desde donde pasó en 1988 al Departamento de Física de la Universidad de La Laguna . En 1992 regresó al Max-Planck con una beca de la Fundación Alexander von Humboldt para trabajar con el Prof. Huber. De regreso a la ULL, creó el laboratorio de rayos X y materiales moleculares, siendo nombrada catedrática en 2000. Fue profesora visitante en París, Hamburgo, MIT, y también estuvo en las Universidades de Bari, Roma, Burdeos, Stuttgart, Innsbruck, Cuzco, Concepción y Edimburgo.
Fue vicerrectora de Investigación y Transferencia de Conocimiento de la ULL (2011-2014), y profesora honoraria por la Universidad de San Pedro de Chimbote.
Falleció el 8 de agosto de 2019, a los 62 años, debido a un cáncer que tenía desde 2018.
Casada, tenía dos hijas: Laura y Mirela.

## Premios y galardones
A lo largo de su vida obtuvo varios premios; entre ellos.
- Premio Linus Pauling, otorgado por la Royal Society of Chemistry
- Medalla de Honor “Hermilio Valdizán” de la Universidad Nacional Hermilio Valdizán de Huánuco
- Premio Canarias (2017) en su modalidad de Investigación e Innovación, otorgado por el Gobierno de Canarias, convirtiéndose así en la primera mujer en recibir este galardón.[4]
- Premio Charter 100 (2017).[6]
- Mención especial de la Fundación Humbolt.